# Gerard Dumbar (1815-1878)
Gerard Dumbar (Deventer, 16 december 1815 - aldaar, 1 augustus 1878) was een Nederlands historicus, bestuurder en Thorbeckiaans politicus.
Dumbar was een Overijssels liberaal Tweede- en Eerste Kamerlid. Hij was, als telg van een voorname familie, twintig jaar burgemeester van Deventer. In 1862 kwam hij voor het gelijknamige district in de Tweede Kamer. Hij stond bekend als een 'diplomaten-verslinder' en maakte geschiedenis met zijn (aangenomen) amendement waardoor het gezantschap bij de paus werd opgeheven. Tegenstanders spraken van het amendement van de 'domme beer', omdat het leidde tot verwijdering tussen liberalen en katholieken. Hij was een fel bestrijder van de doodstraf. Na zijn vertrek uit de Tweede Kamer was hij nog vijf jaar Eerste Kamerlid.
Hij werd begraven op de Oude Begraafplaats aan de Diepenveenseweg te Deventer.

## Tweede Kamer
| Periode |
| --- |
| 08-05-1862 t/m 18-09-1864 19-09-1864 t/m 30-09-1866 19-11-1866 t/m 02-01-1868 25-02-1868 t/m 19-09-1869 20-09-1869 t/m 14-09-1873 |

- Biografisch Portaal: 10245347
- Digitale Bibliotheek voor de Nederlandse Letteren: dumb003
- International Standard Name Identifier: 0000 0003 9388 2972
- Nederlandse Thesaurus van Auteursnamen: 128408820
- Parlement.com: vg09ll04uywq
- Virtual International Authority File: 288246737
- WorldCat: E39PBJqBmyQgYt6B7Jhgjkf8YP